# Скульптура святого Яна Непомука (Бучач)
Статуя Святого Яна Непомука в Бучачі — придорожній пам'ятник чеському святому Яну Непомуку (Непомуцькому), розташований у лівобережній частині міста неподалік від пам'ятника Ісусові Христу кілька метрів нижче «цісарської» дороги Бучач — Струсів — Тернопіль (тепер частина автошляху Н18). Пам'ятка монументального мистецтва місцевого значення. Охоронний номер 1322.

## Пам'ятка
Є пам'яткою монументального мистецтва місцевого значення. Охоронний номер 1322.

## Легенда
|  | Mihimitem Absitgloriari Nisi in Cruce Domini |

## Творці
Автори статуї: архітектор — Бернард Меретин, скульптор — Йоган Георг Пінзель, час створення — 1750 р. Частково зруйнована за радянської влади 1947 року.
Відновлена скульптором Романом Вільгушинським у 2007 році за доброчинні кошти Василя Бабали.

## Опис
Композиція скульптури не повторює повністю композицію жодної з відомих схожих у колишньому Чеському Королівстві. Композиційна схема пам'ятки схожа на композиції фігур, які прикрашають Карлів міст у Празі. Варто зауважити, що фігури з пам'ятника (також зі статуї Богородиці в Бучачі) виразно відрізняються від праць Франтішека Баугута (чеськ. František Baugut), Матея Вацлава Якеля (чеськ. Matěj Václav Jäckel), Фердинанда чи Яна Брокоффа (чеськ. Jan Brokoff), Коля, Карела Йозефа Гернля (чеськ. Karel Josef Hiernl) та Ігнаца Франца Плятцера.

## Мистецька проблематика
Збігнев Горнунг і Тадеуш Маньковський свого часу вважали, що творчість Бернарда Меретина можна вивести з «віденського мистецького кола» чи північноіталійського (район Боденського озера). Пйотр Красний вважає, що з цим складно погодитися; також, що форми фігур бучацьких придорожніх пам'ятників можна вважати стежиною, яка вкаже на зв'язок мистецтва Меретина з мистецтвом Чеського Королівства.